# Sajal Ali
Sajal Ali (Lahore, 17 de enero de 1994) es una actriz y modelo pakistaní.

## Carrera
Su primera aparición en la pantalla fue un papel menor en un episodio del drama de 2009 Nadaaniyaan. Recibió elogios por su papel destacado en el drama familiar 2011 Mehmoodabad Ki Malkain. Posteriormente, saltó a la fama por interpretar papeles principales en varias exitosas series de televisión, incluida la comedia Mohabbat Jaye Bhar Mein (2012), los dramas Sitamgar (2012) y Meri Ladli (2012), la comedia familiar Quddusi Sahab Ki Bewah (2013) y el drama Gul-e-Rana (2015). 
Su actuación en otras producciones como Nanhi (2013), Sannata (2013), Chup Raho (2014) y Khuda Dekh Raha Hai (2015), le valieron un amplio reconocimiento de la crítica. Zindagi Kitni Haseen Hay (2016) fue su primer largometraje, seguido de Mom (2017), donde compartió el rol protagónico con la famosa actriz Sridevi.

## Filmografía

### Televisión
| - 2009 - Nadaaniyaan - 2011 - Mehmoodabad Ki Malkain - 2011 - Mastana Mahi - 2011 - Meray Qatil Meray Dildar - 2011 - Meri Ladli - 2011 - Ahmed Habib Ki Betiyan - 2011 - Chandni - 2012 - Mohabbat Jaye Bhar Mein - 2012 - Sitamgar - 2012 - Sasural Ke Rang Anokhay - 2012 - Do Dant Ki Mohabbat - 2012 - Mere Khuwabon Ka Diya - 2013 - Quddusi Sahab Ki Bewah - 2013 - Nanhi - 2013 - Kahaani Ek Raat Ki - 2013 - Kitni Girhain Baqi Hain | - 2013 - Gohar-e-Nayab - 2013 - Aasmanon Pay Likha - 2013 - Sannata - 2014 - Qudrat - 2014 - Kahani Raima Aur Manahil Ki - 2014 - Ladoon Mein Pali - 2014 - Chup Raho - 2014 - Mera Raqeeb - 2014 - Chupkay Se Bahar Aa Jaye - 2015 - Khuda Dekh Raha Hai - 2015 - Kis Se Kahoon - 2015 - Tum Mere Kya Ho - 2015 - Gul-e-Rana - 2016 - Mera Yaar Mila De - 2017 - Yaqeen Ka Safar - 2017 - O Rangreza |

### Cine
- 2016 - Zindagi Kitni Haseen Hay
- 2017 - Mom